# Quintanilla del Coco
Quintanilla del Coco è un comune spagnolo di 58 abitanti situato nella comunità autonoma di Castiglia e León.
Il comune comprende la località di Castroceniza.